# Johann Gottlieb Kraus

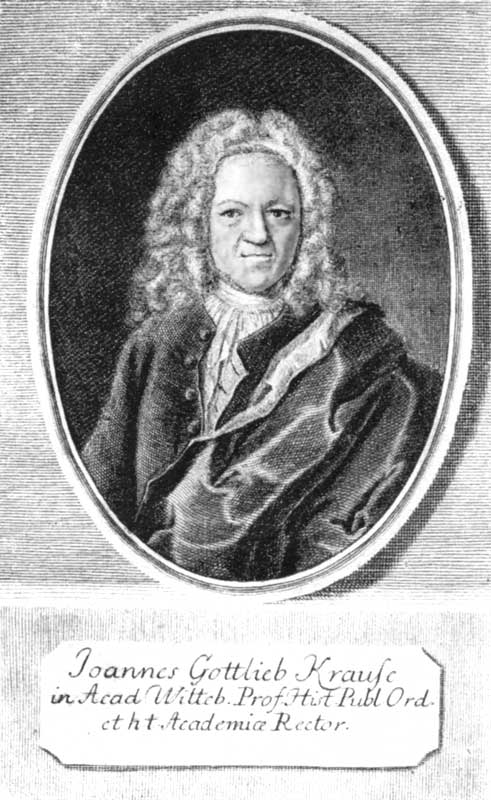
Johann Gottlieb Kraus(e)

Johann Gottlieb Kraus, auch Johann Gottlieb Krause (* 13. März 1684 in Hünern, Fürstentum Wohlau; † 13. August 1736 in Wittenberg) war ein deutscher Historiker und Rhetoriker.

## Leben
Geboren als Sohn des Pädagogen und Theologen Johann Georg Kraus, besuchte er die Schule in Lauban, Großwörbitz und erhielt durch Privatlehrer seine Bildung. Danach besuchte er das Gymnasium in Breslau, unternahm eine Bildungsreise durch Preußen und immatrikulierte sich 1705 an der Universität Leipzig. Dort fand er bei Johann Günther Aufnahme und hörte Gottfried Olearius, Christian Wolff, Caspar Funck und Heinrich Pipping. Nachdem er mehrere Disputationen durchgeführt hatte, gab er dort selbst Unterricht, wobei sich seine Stärke entwickelte, Biographien von Gelehrten abzufassen.
Trotz einiger Rückschläge, die in finanziellen Engpässen resultierten, wurde er zum Gründer der ersten auf Deutsch geschriebenen wissenschaftlichen Zeitung, die ab 1715 als Neue Zeitungen von Gelehrten Sachen bis 1733 von ihm bearbeitet wurde. Nachdem er sich den akademischen Grad eines Magisters erworben hatte, wurde ihm 1723 in Leipzig eine außerordentliche Professur der Rhetorik angetragen. Dennoch wollte er sich seiner eigentlichen Leidenschaft, den Geschichtswissenschaften, widmen und nahm daher 1727 einen Ruf als außerordentlicher Professor der Literaturgeschichte an der Universität Wittenberg an.
Dort wurde er am 26. April als Adjunkt an die philosophische Fakultät eingetragen und erlangte nach dem Tod von Jakob Karl Spener durch kurfürstlichen Beschluss am 16. Mai 1732 eine ordentliche Professur der Geschichte. Nachdem er in seinem Amt Dekan der philosophischen Fakultät gewesen war, bekleidete er auch einmal das Rektorat der Wittenberger Akademie. Er hatte Sophie Friedericke (geb. Ulrich) geheiratet, die Witwe des D. Michaelis.

## Schriften (Auswahl)
- De eruditis sine morbius.[3]
- (Als Respondent): Dissertatio Academica De Phantasia Eiusque Effectibus Cum Applicatione Ad Fanaticos. Zschau, Leipzig 1706. (Digitalisat)
- De Caino non desperante.[4]
- D. Johann Günthers fester Grund der Evangelisch Lutherischen Kirche, das ist der gründliche Beweis aus der Epistel an die Römer, das solche allein die wahre Apostolische Kirche sey, aus dem lateinischen übersetzt. 1709.
- als Hrsg.: Neue Zeitungen von Gelehrten Sachen […]. Leipzig.